# Maladera paraquinquidens
Maladera paraquinquidens är en skalbaggsart som beskrevs av Ahrens 2004. Maladera paraquinquidens ingår i släktet Maladera och familjen Melolonthidae. Inga underarter finns listade i Catalogue of Life.